# NGC 4669
NGC 4669 ist eine Spiralgalaxie vom Hubble-Typ Sb im Sternbild Großer Bär am Nordsternhimmel. Sie ist schätzungsweise 221 Millionen Lichtjahre von der Milchstraße entfernt und hat einen Durchmesser von etwa 130.000 Lichtjahren. Vom Sonnensystem aus entfernt sich die Galaxie mit einer errechneten Radialgeschwindigkeit von näherungsweise 4.900 Kilometern pro Sekunde
Sie gilt als Teil der zehn Mitglieder zählenden der Lyons Groups of Galaxies LGG 300 um NGC 4686. 
Das Objekt wurde am 14. April 1789 von Wilhelm Herschel entdeckt.

## Galaktisches Umfeld
| Nr. | Galaxie                   | Alternativname          | Rek           | Dek           | Distanz/asec |
| --- | ------------------------- | ----------------------- | ------------- | ------------- | ------------ |
| →   | NGC 4669                  | LEDA/PGC 42942          | 12h44m46.540s | +54d52m33.25s | 0            |
| 1   | LEDA/PGC 2484042          | NSA 42728               | 12h44m56.714s | +54d54m09.14s | 129.18       |
| 2   | WISEA J124502.47+545320.8 | 2MASS J12450238+5453216 | 12h45m02.443s | +54d53m21.32s | 143.70       |
| 3   | LEDA/PGC 2486028          | 2MASX J12444613+5457528 | 12h44m46.140s | +54d57m53.60s | 320.92       |
| 4   | LEDA/PGC 2478980          | 2MASX J12450707+5444438 | 12h45m07.146s | +54d44m44.38s | 499.55       |
| 5   | LEDA/PGC 42841            | NSA 42720               | 12h43m49.418s | +54d54m17.82s | 505.91       |
| 6   | LEDA/PGC 42844            | NSA 142084              | 12h43m47.939s | +54d53m45.50s | 513.27       |
| 7   | LEDA/PGC 43028            | NSA 42701               | 12h45m44.954s | +54d50m34.20s | 515.92       |
| 8   | LEDA/PGC 2487864          | 2MASX J12444961+5501078 | 12h44m49.594s | +55d01m07.65s | 515.95       |
| 9   | LEDA/PGC 2487305          | 2MASX J12441516+5500081 | 12h44m15.136s | +55d00m08.00s | 530.74       |
| 10  | LEDA/PGC 2816019          | NSA 42700               | 12h44m36.161s | +54d43m28.05s | 552.12       |
| 11  | LEDA/PGC 2481304          | 2MASX J12434353+5449020 | 12h43m43.508s | +54d49m01.92s | 585.65       |
| 12  | NGC 4675                  | LEDA/PGC 42998          | 12h45m31.889s | +54d44m15.42s | 632.25       |
| 13  | LEDA/PGC 2488816          | 2MASX J12442471+5502501 | 12h44m24.673s | +55d02m50.53s | 646.93       |
| 14  | LEDA/PGC 214022           | 2MASX J12430132+5453466 | 12h43m01.330s | +54d53m45.60s | 912.84       |
| 15  | LEDA/PGC 2490074          | 2MASX J12455173+5505091 | 12h45m51.755s | +55d05m09.43s | 941.09       |